# Chapelle Saint-Pierre d'Agos
La chapelle Saint-Pierre d'Agos est une chapelle romane située sur la commune de Vielle-Aure dans les Hautes-Pyrénées (France).

## Histoire
La chapelle date des XIe  et  XIIe siècles, elle est d'origine des Hospitaliers de l'ordre de Saint-Jean de Jérusalem. Elle est classée au titre des monuments historiques le 19 mai 1863 et le clocheton est construit après ce classement.

## Galerie de photos

Sélection de vues de la chapelle
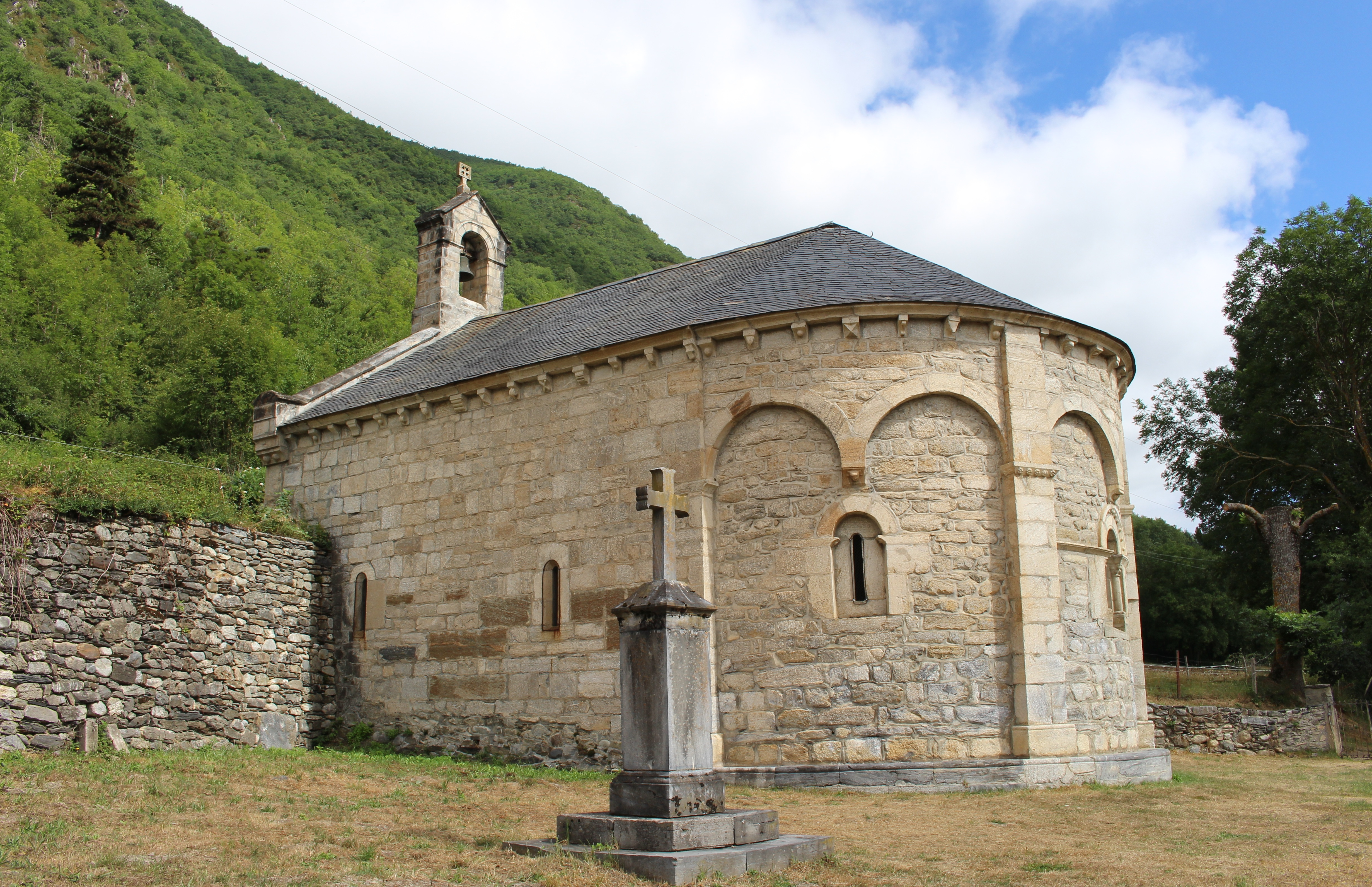
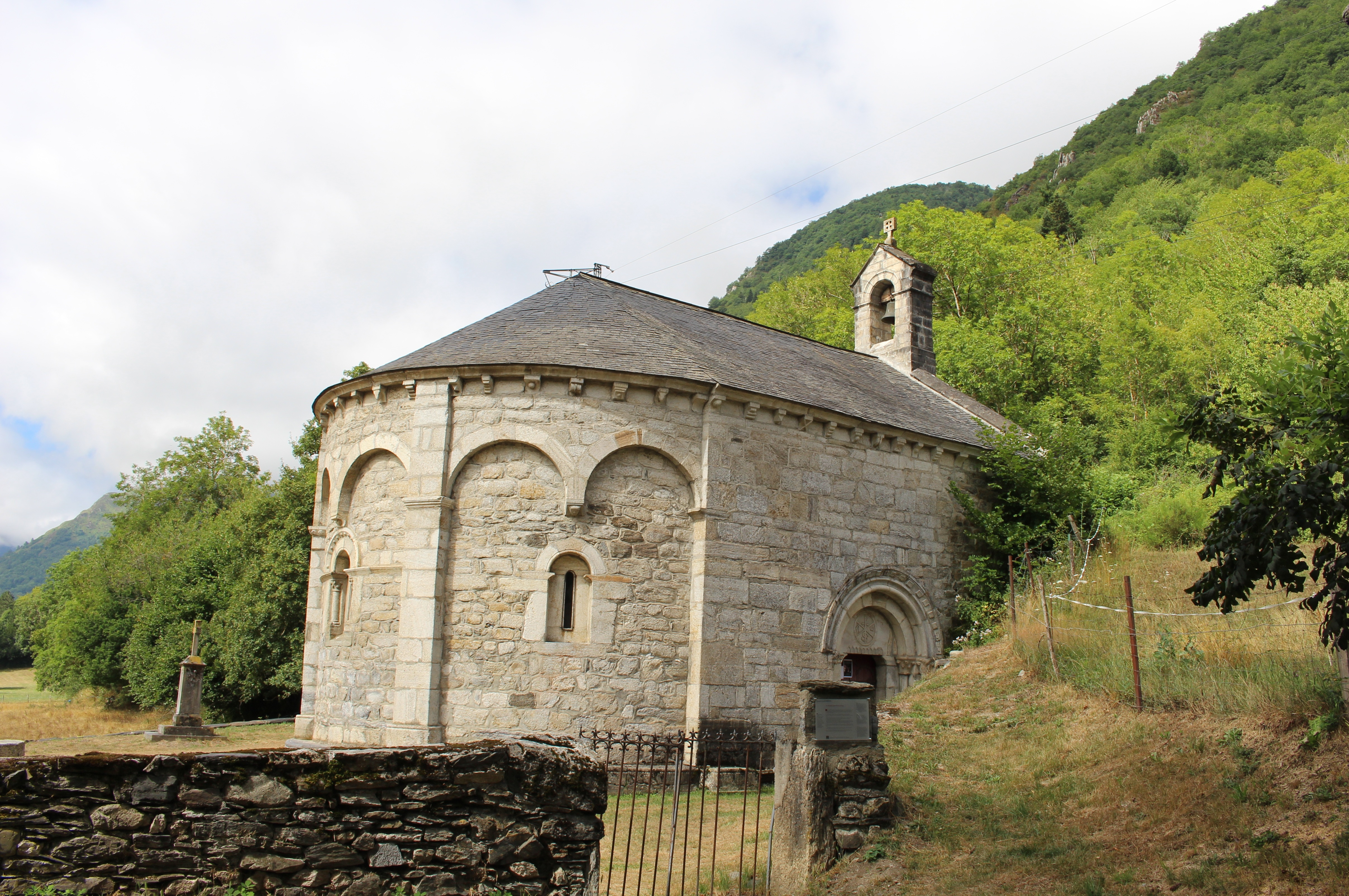
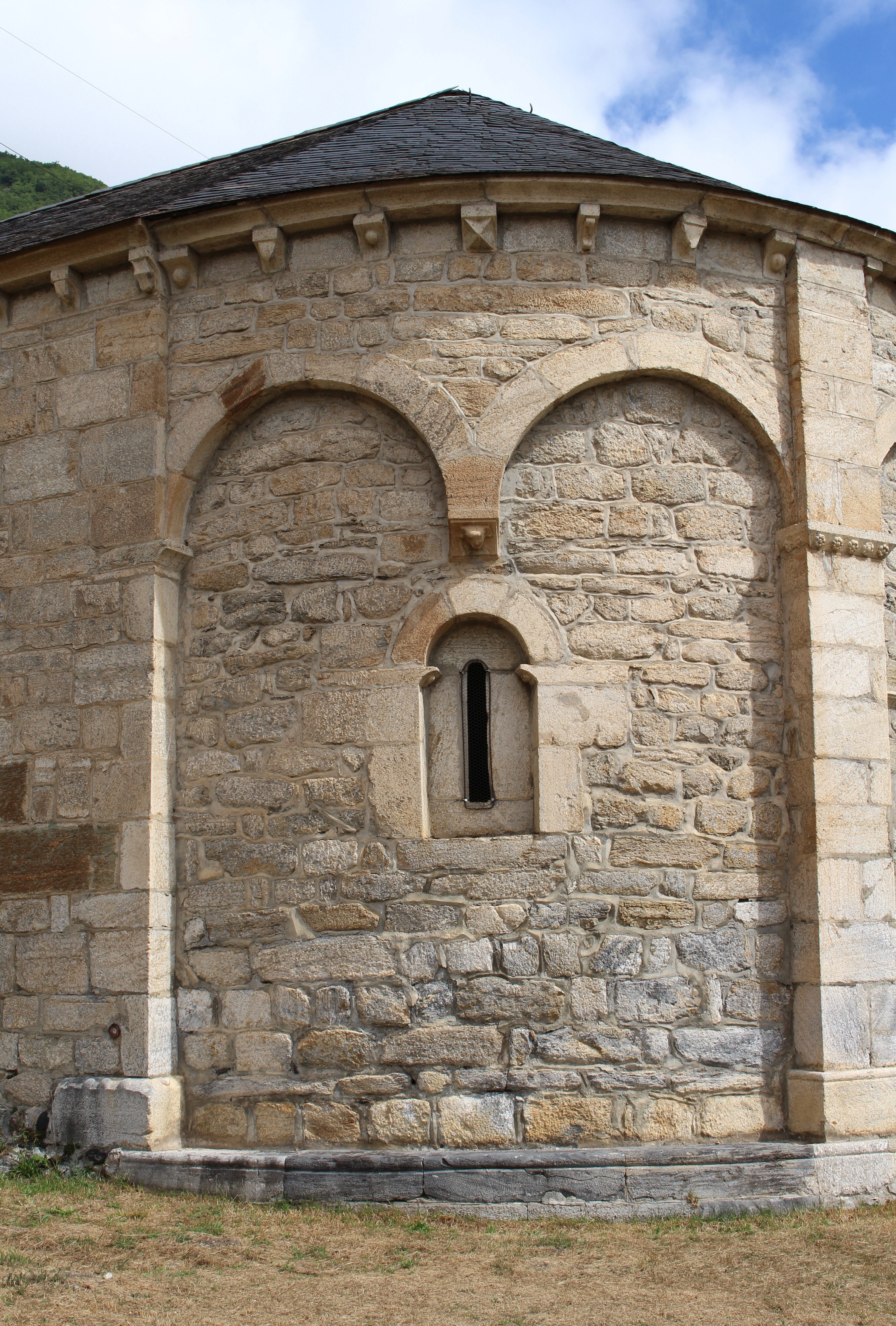
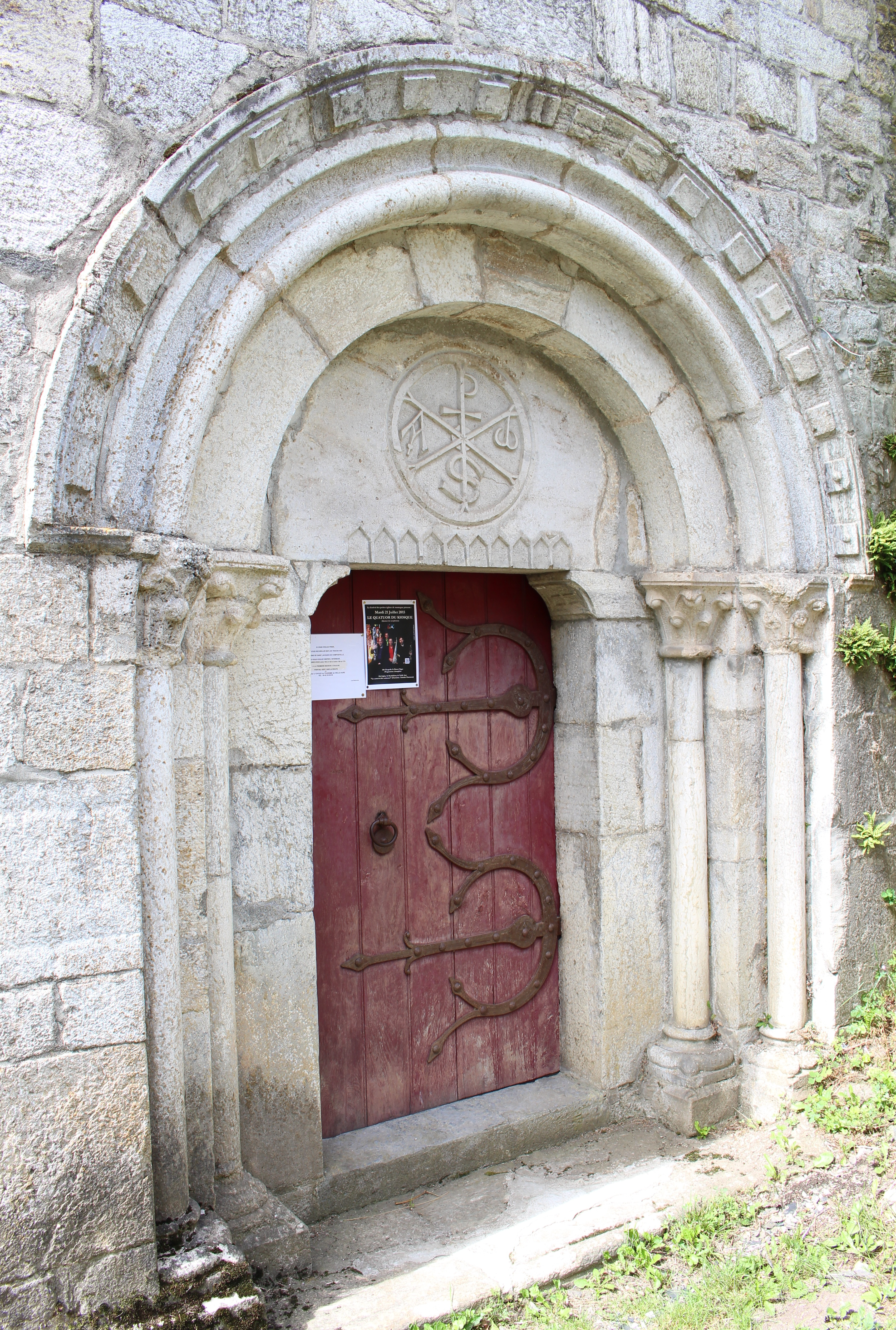